# Gulbröstad skräddarfågel
Gulbröstad skräddarfågel (Orthotomus samarensis) är en fågel i familjen cistikolor inom ordningen tättingar.

## Utseende och läte
Gulbröstad skräddarfågel är en liten tätting med lång näbb och lång stjärt som ofta hålls rest. Den är olivgrön på rygg och vingar, orangebrun på stjärten och gul på undersidan. På huvudet syns en tunn gul linje runt nacken samt en svart hjässa. Honan har vit strupe med viss streckning vid kanterna, medan hanen har svart haklapp och endast lite vitt på hakan. Arten liknar brunpannad skräddarfågel i form och storlek, men skiljer sig på den gula undersidan och svarta huvudet. Lätet består av monotona pipiga toner som avges i serier.

## Utbredning och systematik
Fågeln förekommer i Filippinerna på öarna Bohol, Leyte och Samar). Den behandlas som monotypisk, det vill säga att den inte delas in i några underarter.

### Familjetillhörighet
Cistikolorna behandlades tidigare som en del av den stora familjen sångare (Sylviidae). Genetiska studier har dock visat att sångarna inte är varandras närmaste släktingar. Istället är de en del av en klad som även omfattar timalior, lärkor, bulbyler, stjärtmesar och svalor. Idag delas därför Sylviidae upp i ett antal familjer, däribland Cisticolidae.

## Levnadssätt
Gulbröstad skräddarfågel hittas i undervegetation i låglänta skogar.

## Status
Trots det begränsade utbredningsområdet och att den tros minska i antal anses beståndet vara livskraftigt av internationella naturvårdsunionen IUCN.